# Geneviève Lantelme

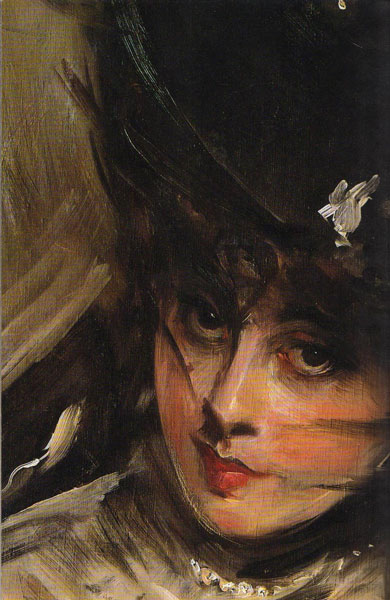
Señora con sombrero de plumas (detalle), posible retrato de Lantelme por Giovanni Boldini.

Geneviève Lantelme (París, 20 de mayo de 1883-Frontera austro-húngara, 25 de julio de 1911), considerada por sus contemporáneos y posteriores como un icono de la moda y una de las mujeres más bellas de la Belle Époque, fue una actriz de teatro, modelo y socialite, popular a principios del siglo XX.

## Juventud

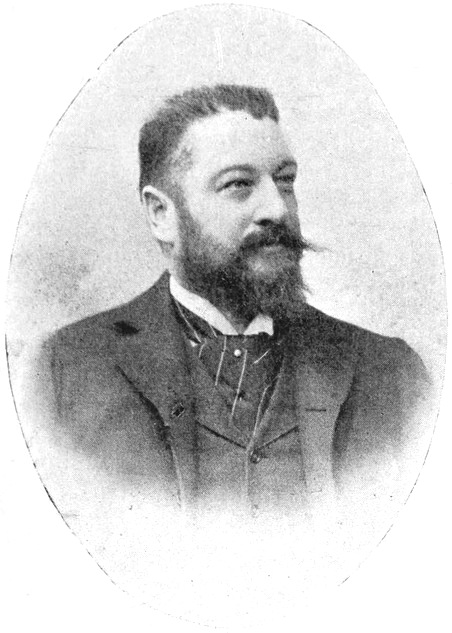
Henry Poidatz.

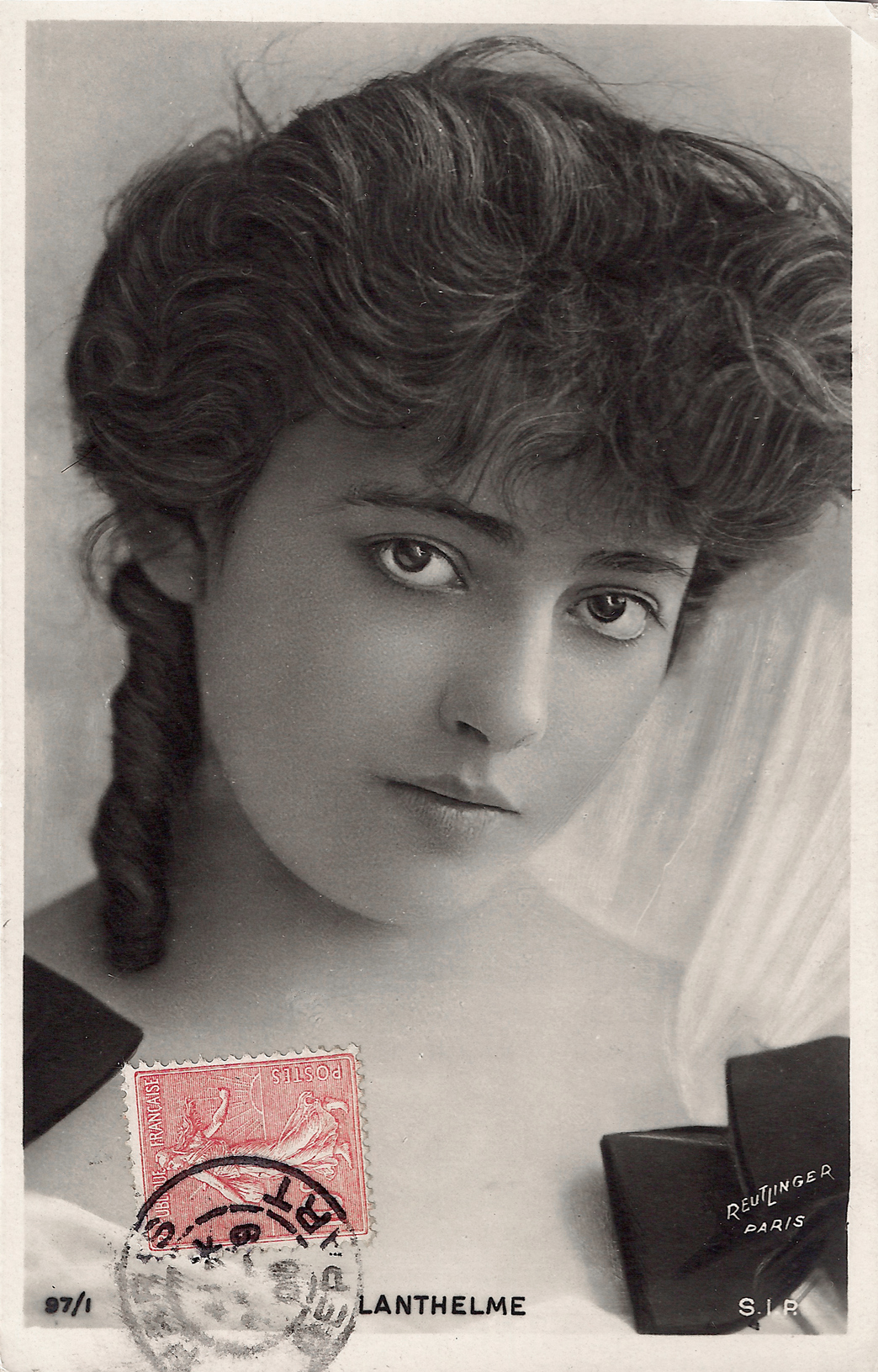
Primera postal con una foto de Lantelme, 1902.

Era la tercera hija de las cuatro habidas en el matrimonio del cajero y luego contable Edouard Fossey y su esposa Claire Lantelme. Sus padres se divorciaron en 1885 siendo ella muy pequeña y su padre obtuvo la custodia, algo relativamente inusual en la época. Con catorce años actuaba en un burdel de lujo regentado por su madre, del cual era la estrella a la que rondaban los viejos ricos. Dos años más tarde conoció a Henry Poidatz, banquero y posteriormente dueño del periódico Le Matin, el cual se enamoró de ella colmándola de todo tipo de regalos, asegurándole también una relativa estabilidad e independencia económica durante esos años; en este tiempo, Lantelme presenció la boda de una de sus hermanas mayores, y en los posteriores, su fallido matrimonio. El miedo de correr el mismo destino empujó a la joven cortesana a perseguir su deseo de ser actriz, ámbito en el que demostraba capacidad y cierto talento natural. Su padre la apoyó en sus limitadas capacidades, bajo la condición de que usara un seudónimo para que no se relacionase el apellido de la familia con las esferas entonces mal vistas del arte escénico. Lantelme creó entonces el nombre artístico por el que sería conocida, uniendo 'Geneviève', nombre que le gustaba, con su segundo apellido.
Poidatz la recomendó a Alphonse Frank, en aquel momento, director del Théâtre du Gymnase, para alguna de las obras y allí consiguió desempeñar un pequeño papel en la comedia "La Bascule" de Maurice Donnay en París, en esta debutó el 31 de octubre de 1901 en el papel de una criada llamada Marie con escasas líneas de diálogo en el cuarto acto. La actriz y escritora Madame Simone, mencionaba en sus memorias que, tanto el director como el escritor de la obra se burlaban de la joven actriz, de solo diecisiete años, en los ensayos, no dudando en señalar sus fallos, relatando una ocasión en la que ella intervino y cuenta como, terminada la obra, Lantelme fue a buscarla a su camerino «con lagrimas en los ojos» a agradecérselo, las siguientes noches continuó visitándola, tras pedir permiso para quedarse, se sentaba en el suelo, cuando Simone, perpleja, le preguntó por su comportamiento, Lantelme respondió: «por que estoy con la señora que, desinteresadamente, me ha ayudado».

## Carrera

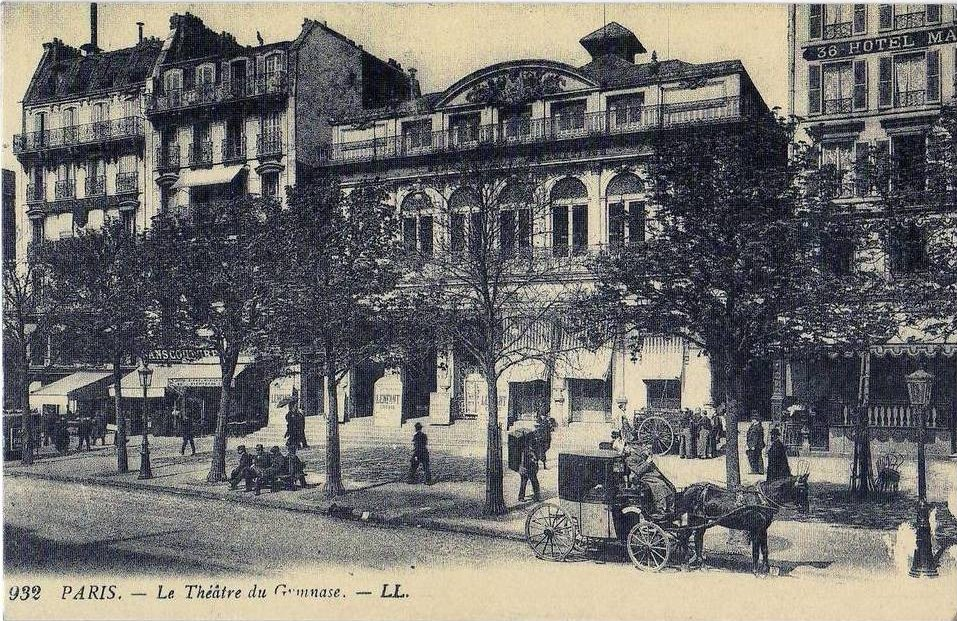
Théâtre du Gymnase.

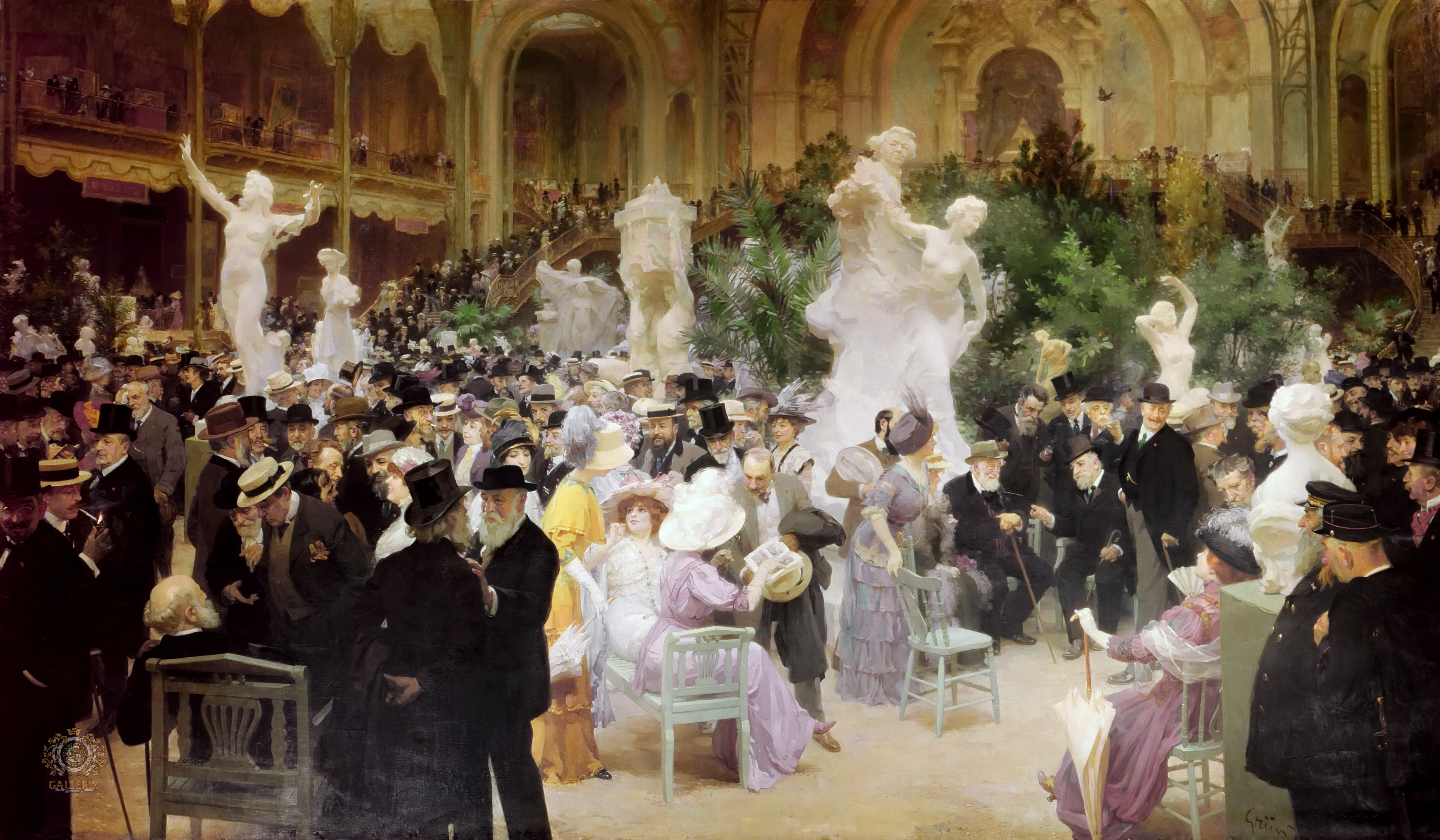
Un viernes en el Salón de los Artistas franceses en 1911 de Jules-Alexandre Grün. Lantelme de blanco en el centro, sentada y girándose.

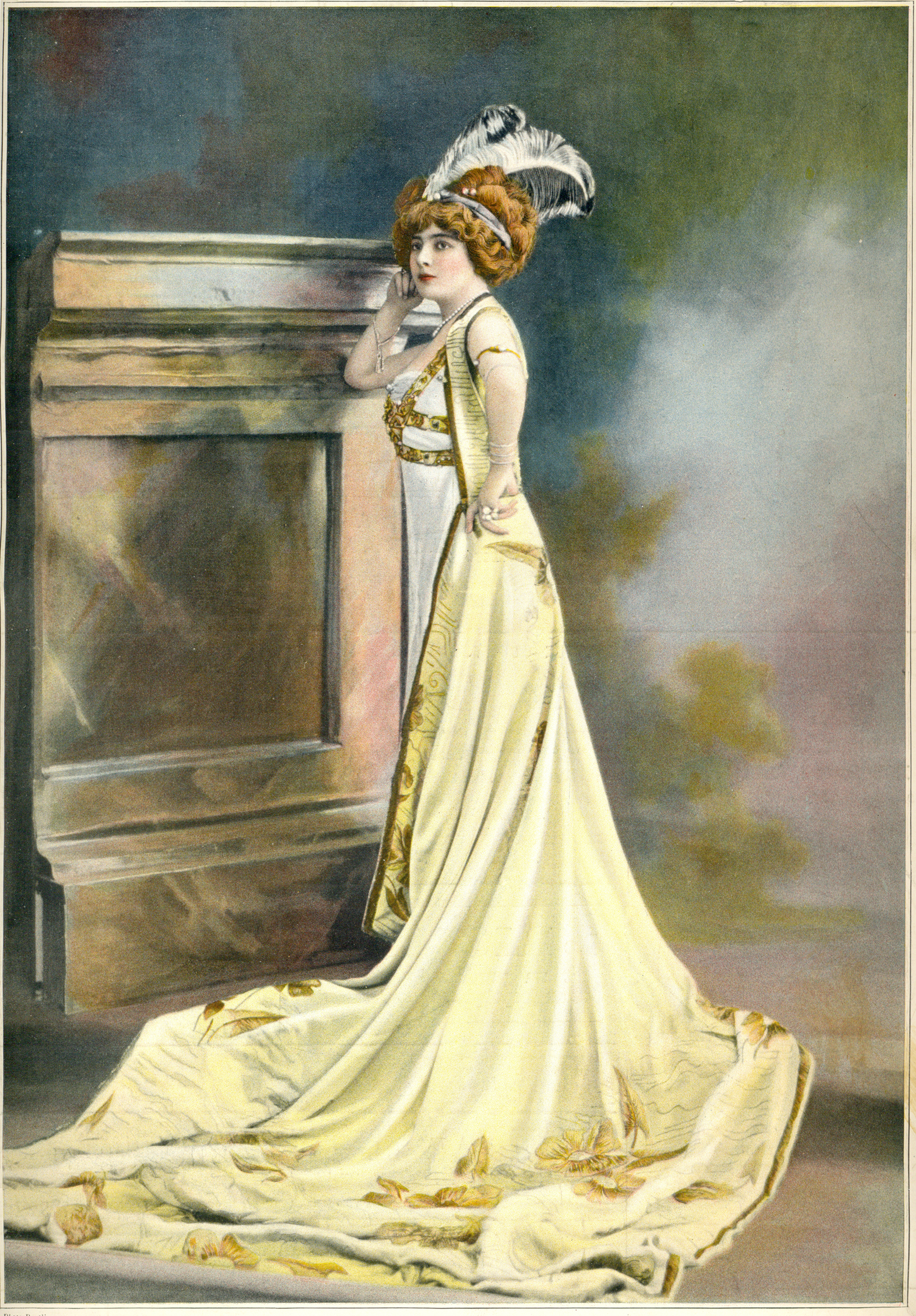
Lantelme en "Le Roi".

Tras su debut en 1901 le siguieron pequeñas piezas, hasta que en 1903 se inscribió en el conservatorio de París para estudiar arte interpretativo, donde fue instruida por el actor de la Comédie-Francaise, Maurice de Féraudy. 
Pese a que a los alumnos del conservatorio técnicamente no se les permitía actuar antes de graduarse, Lantelme siguió apareciendo en los escenarios parisinos bajo el sobrenombre "Telmy".
Terminó sus estudios sin distinciones, volviendo a aparecer en los escenarios como 'Lantelme' y el 1 de abril de 1905 abrió la obra "L'Age d'Aimer", cuyo papel principal interpretó la actriz Gabrielle Réjane, está al conocer que su amigo Alfred Charles Edwards, magnate de la prensa y aficionado dramaturgo había escrito una obra de teatro, llamada "Par Riochet", le recomendó y presentó a Lantelme. Edwards quedó prendado de la joven, ofreciéndole el papel principal de la obra, la cual se estrenó en el Theatre des capucines en 1906, tras esto, continuó agasajándola, regalándole joyas exclusivas, enviándole suntuosos ramos de rosas, flores exóticas y cartas con poemas alabando su belleza. 
En septiembre de 1906 firmó un contrato con el Teatro Réjane que rompió tan solo dos años después debido a la frustración, pues Gabrielle Réjane, dueña del teatro, protagonizaba cada obra, no permitiéndole aspirar más que a papeles secundarios. Réjane la denunció por violación de contrato, venciendo en el juicio y obligando a Lantelme a pagar veinte mil francos en concepto de daños.
En noviembre de 1908 obtuvo el papel principal de la obra Le roi, que fue, en la época, uno de los mayores éxitos del teatro francés. Como resultado de ello, gozó repentinamente de una gran popularidad y elogios hacia sus interpretaciones, apareciendo en portadas de conocidas revistas como "Le Théatre", "Les Modes" y "Femina" y en miles de tarjetas postales. Durante su breve carrera en el centro de atención fue fotografiada frecuentemente y apareció en folletos de moda por toda Europa y Norteamérica. Su gran sentido de la estética le granjeó colaboraciones con grandes estilistas como Madeleine Vionnet, Jeanne Paquin o Jacques Doucet para posar con modelos de sus firmas. personalmente prefería voluminosos sombreros y anillos con perlas. En esta época fue también retratada por pintores como Giovanni Boldini, Pierre Laprade y Jules-Alexandre Grün y caricaturistas como Yves Marevéry y Lourday, entre otros.

## Matrimonio

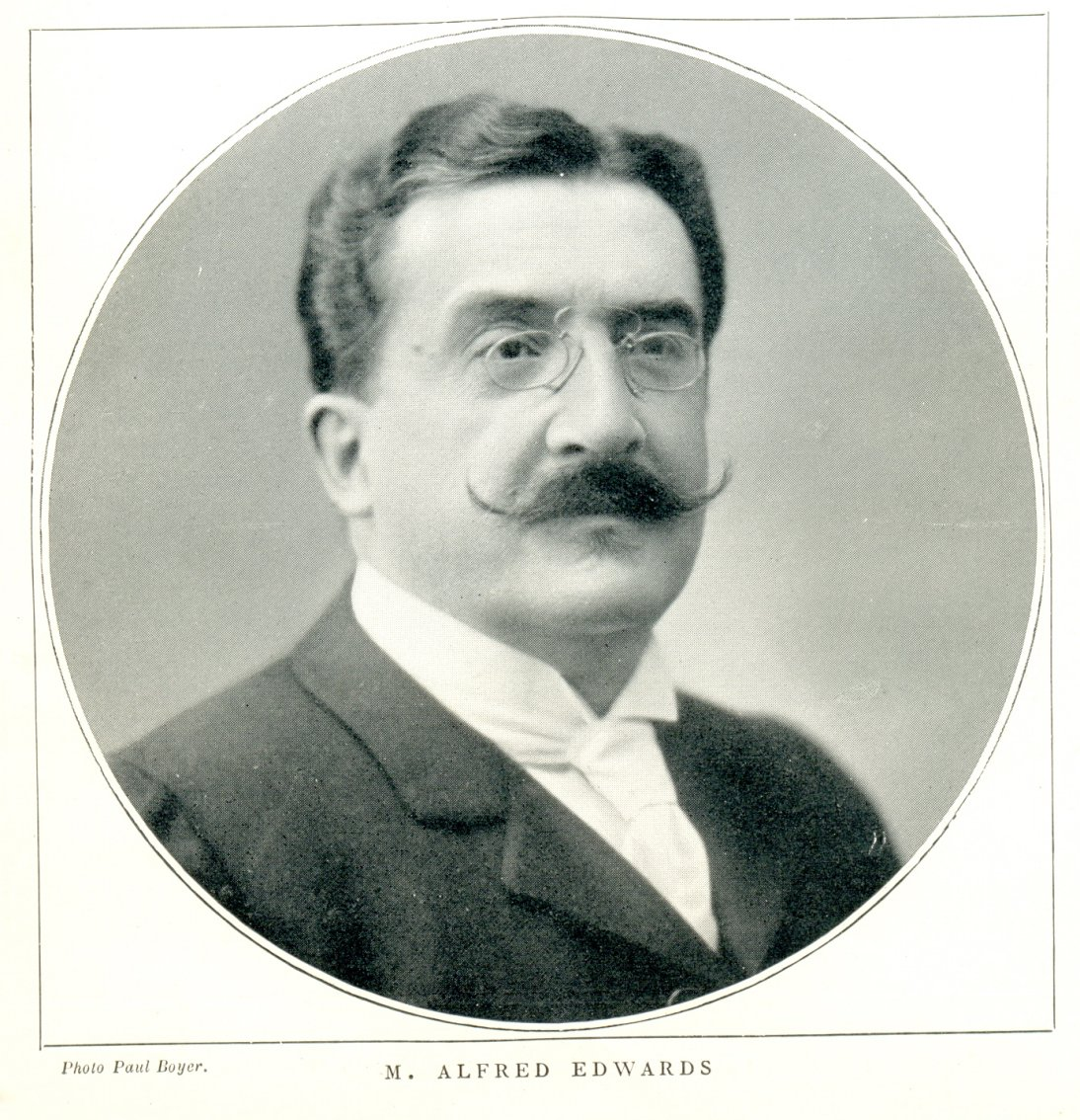
Alfred Charles Edwards esposo de Lantelme.

De 1906 a 1909, la esposa de Edwards, Misia Sert, trató, sin éxito, de volver a ganarse el favor de su marido, envidiando a Lantelme, que sin esfuerzo ni acción aparente, conseguía tenerlo tras de sí; como relata en sus memorias:

"(...)Me las había ingeniado para conseguir una fotografía de Lantelme, con ella adornaba mi tocador, y hacía desesperados esfuerzos para asimilarme lo mas que podía a su imagen, me peinaba de la misma manera, usaba las mismas ropas(...)".
Misia Sert

Una anécdota menciona que, al comienzo de la relación entre Lantelme y Edwards, Misia fue a buscarla al piso que recientemente su marido le había regalado, a pedirle que se lo "devolviese", a lo que Lantelme contestó que Edwards apenas le interesaba, podía quedárselo, a cambio del collar de perlas que llevaba, un millón de francos y "ella", ignorando la última propuesta, Misia le entregó el collar y le prometió el millón de francos, al regresar al hotel, pronto le llegó un paquete y una carta de Lantelme, devolviendo el collar de perlas y diciendo que había cambiado de opinión, que se olvidase de los dos primeros requisitos, tan solo pedía el tercero!.
En 1909 Edwards se divorció definitivamente de su cuarta mujer y le propuso matrimonio a Lantelme; el 5 de julio de ese mismo año se casaron en el ayuntamiento de Ruán.
En sus memorias, Madame Simone relata que el matrimonio con Edwards fue "un gran sacrificio para obtener lo que Lantelme merecía" y que ni siquiera la gran fortuna de la que de pronto era dueña, las joyas que la adornaban o los suntuosos vestidos "le habían enseñado a sonreír", añadiéndose otro mal a un ya triste pasado que reflejaban sus ojos "melancólicos y errantes". Menciona también que albergaba una ardiente pasión por el actor André Brulé, al cual "los suspiros de esta belleza dejaban indiferente" y en una ocasión le pidió que la acompañase a una función en la que Brulé interpretaba uno de los papeles principales, cuando se anunciaba la aparición del personaje de Brulé, cuenta que Lantelme la tomó de la mano, susurrando temblorosa: "va a cancelar, lo sé, me lo ha hecho veinte veces".
En sus últimos años, Lantelme firmaba sus autógrafos en ocasiones como Brulé/Lantelme, esto y la misiva encontrada en su camarote tras su muerte, llevó en la época a especulaciones y rumores sobre una posible relación entre ambos.

## Muerte

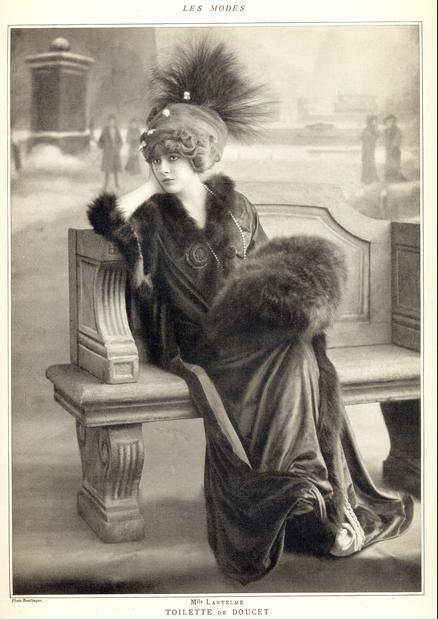
Geneviève Lantelme con un abrigo de terciopelo rojo ribeteado de piel de zorro, diseñado por Jacques Doucet (1909).

La noche del 24 al 25 de julio de 1911 Lantelme desapareció durante una excursión en yate por el Rin con su marido y algunos amigos. Unos días después apareció muerta en el río en la frontera austro-húngara en misteriosas circunstancias.
La versión oficial cuenta que tras un exceso de champán, abrió la ventana de su camarote para tomar el aire y se sentó en el vierteaguas, el yate en un movimiento brusco precipitó a Lantelme al frío y oscuro río donde se ahogó. El caso fue tratado como accidente y por lo tanto no se investigó en profundidad.
El tema causó polémica tanto en Francia como en el resto del mundo occidental y muchos barajaron las posibilidades de un suicidio o un asesinato a manos de Edwards, esto último, principalmente, sobre la base de que las autoridades, al registrar el camarote de Lantelme, encontraron una carta que había escrito pocos días antes de su muerte e iba dirigida a André Brulé, en la que le comunicaba que Edwards era cosa del pasado para ella y planeaba divorciarse de él.
La teoría del asesinato fue ampliamente creída como plausible no solo por la misiva, sino por el misterio también del incidente, habiendo sucedido cuando aun todos a bordo estarían despiertos; a pesar de esto, nadie reportó haber escuchado llamadas de auxilio o irregularidad alguna esa noche.
Dos periódicos de la época acusaron abiertamente a Edwards de asesinato y este los denunció por injurias. Ganó ambos juicios, pero no se dictaminó a los periódicos pagar compensaciones, cosa que llevó a aún más rumores y teorías. El escritor Léon Daudet escribió al respecto:

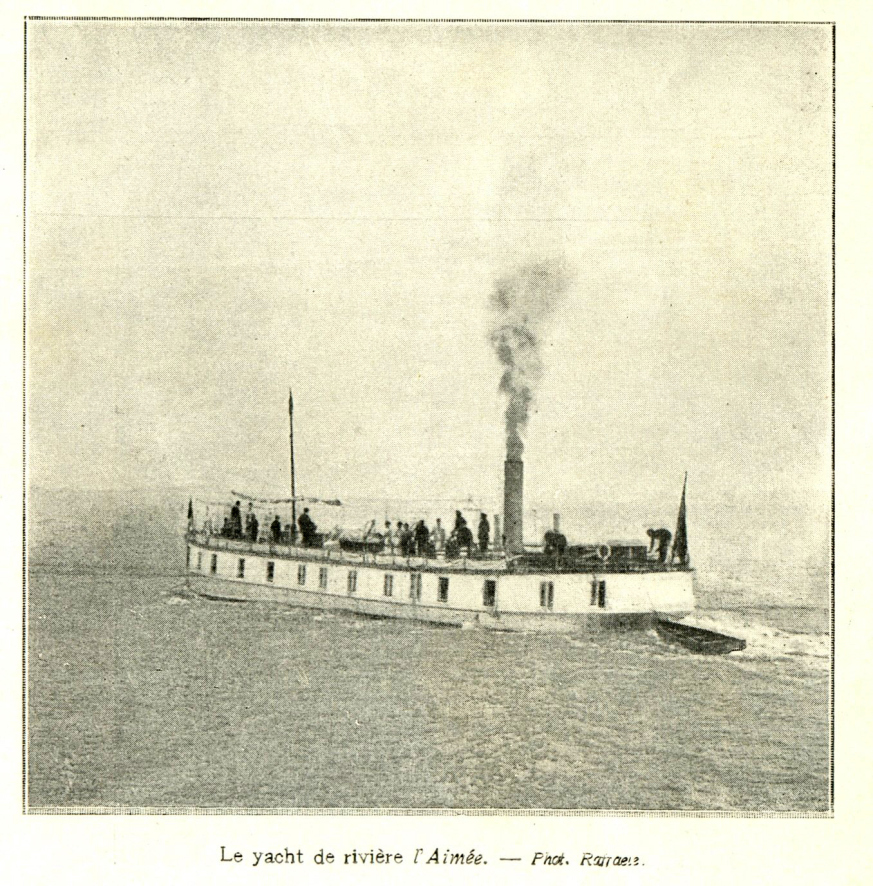
Yate L'Aimée, desde donde presuntamente Geneviève Lantelme cayó al río Rin y murió ahogada el 25 de julio de 1911.

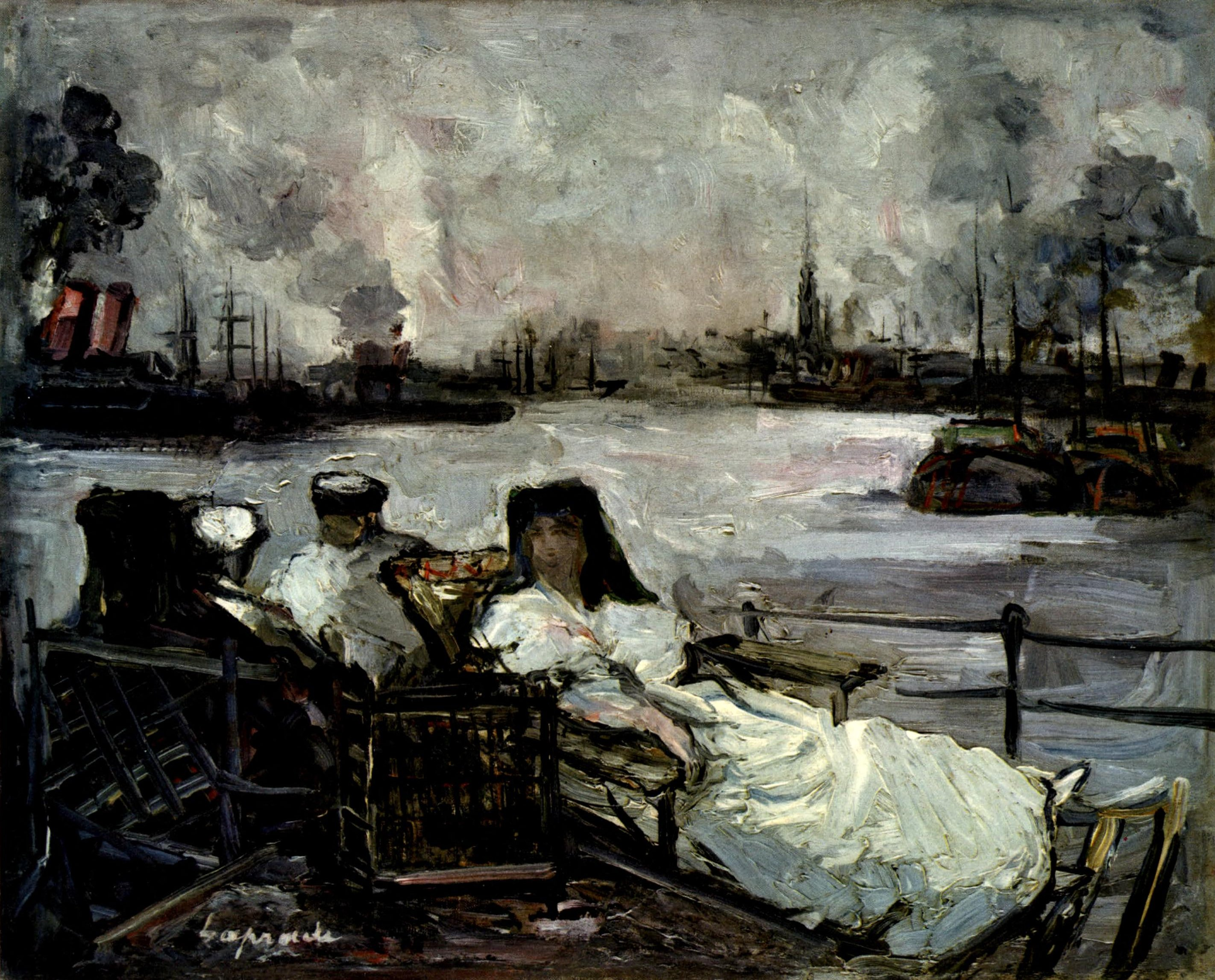
"Lantelme en su yate" por Pierre Laprade.

"Envalentonado por larga impunidad, Edwards durante un crucero por el Rin, al conocer las intenciones de la belle Lantelme, actriz del Théâtre des Variétés, en un arrebato, una escena subida de tono, la estranguló y lanzó al río. Este horrible crimen fue perpetrado en aguas alemanas, mas la policía local no intervino, ni tampoco la policía francesa, nunca pidieron ninguna explicación a Edwards, la justicia no hizo ninguna investigación. Edwards murió poco tiempo después, su obituario y mañana fueron modestos."

## Sepultura
Está enterrada en el cementerio Pere-Lachaise. Lantelme, al ser sepultada con algunas de sus joyas, provocó que en la noche del 21 de diciembre de 1911 un grupo de desconocidos profanaran la cripta, aunque no pudieron encontrar las joyas, valoradas en 578.000 francos. Aunque al día siguiente se recolectaron y entregaron a la familia Fossey a fin de disuadir otros futuros incidentes, hubo una segunda profanación en 1916 pero esta fue totalmente inútil.

## Comedias
Algunas de las comedias en las que actuó, en francés:
- (Le Roi)
- (Le secret de Polichinelle)
- (Le vieil homme)
- (Le marchand de bonheur)
- (La bascule)
- (Soliman second; ou, Les trois sultanes)
- (Le Circuit)